# Kościół św. Filipa Neri w Bytowie
Kościół świętego Filipa Neri w Bytowie – jeden z dwóch kościołów rzymskokatolickich w mieście Bytów, w województwie pomorskim. Należy do dekanatu bytowskiego diecezji pelplińskiej. Duszpasterstwo w nim prowadzą księża Filipini.
Ziemia pod budowę świątyni została przekazana przez państwo Annę i Józefa Cyrsonów, natomiast w 1983 roku została wydana zgoda na budowę. W 1984 roku rozpoczęła się budowa świątyni, zaprojektowanej przez Romana Kalisza. Budowę Kongregacja zleciła firmie Feliksa Bargańskiego. Już w dniu 24 listopada 1985 roku został wmurowany kamień węgielny. Aktu tego dokonał ordynariusz diecezji koszalińsko-kołobrzeskiej ksiądz biskup Ignacy Jeż. Budowę świątyni prowadzili na przemian ks. H. Kaczmarczyk COr i ks. K. Szary COr. Prace budowlane zakończyły się w 1994 roku. W dniu 1 lipca 1994 roku Ksiądz Biskup Diecezjalny Jan Bernard Szlaga dokonał podziału parafii w Bytowie na dwie parafie: św. Katarzyny i św. Filipa Neri. W dniu 25 maja 2014 roku Ksiądz Biskup Diecezjalny Ryszard Kasyna poświęcił świątynię. 
Wystrój świątyni to głównie ołtarz wykonany przez niemieckiego artystę z pochodzenia z Rekowa z okolic Bytowa profesora Gerda Winera, który również został sponsorem całego prezbiterium. Sam ołtarz jest nowatorski, Składa się z pięciu kwadratów zawierających symbolikę starochrześcijańską. Barwy również nie są przypadkowe: niebieski symbolizuje niebo i Maryję, żółty i biały symbolizuje czystość, doskonałość i czerwony symbolizuje miłość i męczeństwo. W tej kolorystyce są zawarte również typowe kolory kaszubskie. Nad ołtarzem kamiennym zawieszony jest krzyż, który przedstawia postać Chrystusa zjednoczoną z ofiarą krzyżowej śmierci. W samym ołtarzu są również kwadraty symbolizujące Patrona kościoła i Maryję. Litery FN i ogromne serce symbolizują stygmat Ducha Świętego, który otrzymał św. Filip Neri w czasie modlitwy w katakumbach. Drugi z kwadratów przedstawia symbolikę Maryi z napisem: Maria. Pionowe kwadraty symbolizują Trójcę Świętą. W prezbiterium są zawieszone dwa obrazy: po stronie lewej św. Filipa Neri, natomiast po prawej Matki Bożej Częstochowskiej. Z prawej strony świątyni w małych wnękach umieszczone są obrazy św. Jana Pawła II, Jezusa Miłosiernego i św. Katarzyny Aleksandryjskiej – Patronki Miasta Bytowa. W świątyni umieszczona jest również kaplica poświęcona św. Hubertowi, której sponsorem i wykonawcą są bytowscy myśliwi. Wnętrze budowli od prezbiterium do chóru jest opięte pasem glinki-stiuku, na którym znajdują się stacje drogi krzyżowej wykonane w brązie. Całości dopełniają witrażowe kinkiety wokół świątyni. Wykonawcą obrazów jest Tomasz Wachowicz, który także zaprojektował stacje drogi krzyżowej.